# Pulo Ue Baro
Pulo Ue Baro is een bestuurslaag in het regentschap Bireuen van de provincie Atjeh, Indonesië. Pulo Ue Baro telt 214 inwoners (volkstelling 2010).